# Кайнунселкя
Кайнунсѐлкя (на фински: Kainuunselkä) е възвишение в източната част на Финландия. Простира се от югозапад на североизток на протежение от 125 km, ширина до 60 km. На североизток се свързва с меридионалното и гранично с Русия възвишение Манселкя. Максимална височина връх Паляка 384 m, разположен в най-южната му част. На северозапад се издига връх Сикавара 383 m. Изградено е основно от гнайси и кристалинни шисти. От него в западна посока текат реките Кимингинйоки, Сангинйоки и др., а на юг и югоизток – десни притоци на река Оулуйоки. Многочислени езера и блата – най-големи Киантаярви, Иярви, Пярсямьонселкя и Песийоярви. Повсеместно е покрито с иглолистни гори.